# Juan Pedro Tapié
Juan Pedro Tapié fue un empresario y filántropo uruguayo, impulsor de varios centros educativos de la ciudad de San Ramón en la década de 1940.

## Biografía
Juan Pedro Tapié nació en San Ramón el 12 de junio de 1879. De origen modesto, logró llegar a ser el principal de una de las firmas comerciales más famosas del país, “London París”. Desde la casa comercial, instalada en el emblemático edificio situado en la esquina de Río Negro y 18 de Julio, en Montevideo, enviaba donaciones en bienes y obras de corte educativo.
De esa forma nació la Fundación “Tapié Piñeyro”, dejando en su origen una Escuela Primaria con Plaza de Deportes, una Escuela Superior de Señoritas, una Escuela Industrial y una Escuela Agraria, y cuyos edificios, aún con cambios en los planes de estudio, están en funcionamiento hasta nuestros días.
La ciudad de San Ramón, en agradecimiento, rindió su homenaje en varios monumentos a lo largo de la avenida principal, los que recuerdan su vida y obra. Juan Pedro Tapié falleció el 18 de abril de 1946.